# Carola Richter (Ruderin)
Carola Richter (* 24. Juli 1963) ist eine ehemalige Steuerfrau im Rudern aus der DDR. Sie gewann eine Goldmedaille bei Ruderweltmeisterschaften.

## Leben
Carola Richter steuerte bei den Junioren-Weltmeisterschaften 1980 den Achter aus der DDR zur Goldmedaille. Im Jahr drauf saß sie bei den Weltmeisterschaften in München im DDR-Achter, der den fünften Platz belegte. 1983 bei den Weltmeisterschaften in Duisburg trat der Vierer mit Steuerfrau aus der DDR in der Besetzung Claudia Noack, Iris Rudolph, Sigrid Anders, Carola Miseler und Carola Richter an und siegte mit fast drei Sekunden Vorsprung vor den Booten aus Rumänien und aus der Sowjetunion.
Bei den DDR-Meisterschaften steuerte Carola Richter den Achter 1981 und 1984 zur DDR-Meisterschaft, 1982 und 1983 wurde sie Zweite. Während von 1981 bis 1983 Renngemeinschaften den Achter stellten, steuerte Richter 1984 den Vereinsachter des SC Berlin-Grünau. Im Vierer belegte Richter 1980 und 1981 den zweiten Platz und wurde 1982 Dritte. 1983 und 1984 siegte der von Richter gesteuerte Vierer aus Grünau.